# South Acomita Village (Nuevo México)
South Acomita Village es un lugar designado por el censo ubicado en el condado de Cíbola en el estado estadounidense de Nuevo México. En el Censo de 2010 tenía una población de 105 habitantes y una densidad poblacional de 72,39 personas por km².

## Geografía
South Acomita Village se encuentra ubicado en las coordenadas 35°3′12″N 107°33′40″O / 35.05333, -107.56111. Según la Oficina del Censo de los Estados Unidos, South Acomita Village tiene una superficie total de 1.45 km², de la cual 1.45 km² corresponden a tierra firme y (0%) 0 km² es agua.

## Demografía
Según el censo de 2010, había 105 personas residiendo en South Acomita Village. La densidad de población era de 72,39 hab./km². De los 105 habitantes, South Acomita Village estaba compuesto por el 0% blancos, el 0% eran afroamericanos, el 97.14% eran amerindios, el 0% eran asiáticos, el 0% eran isleños del Pacífico, el 0% eran de otras razas y el 2.86% pertenecían a dos o más razas. Del total de la población el 2.86% eran hispanos o latinos de cualquier raza.